# Kingdom of Madness (Magnum)
Kingdom of Madness är det brittiska melodiska hårdrocksbandet Magnums första studioalbum, utgivet  1978.

## Låtförteckning
1. "In The Beginning" — 4:15
2. "Baby Rock Med" — 3:42
3. "Universe" — 3:45
4. "Kingdom Of Madness" — 5:57
5. "All That Is Real" — 3:49
6. "The Bringer" — 3:58
7. "Invasion" — 3:28
8. "Lord of Chaos" — 3:21
9. "All Come Together" — 4:55